# Reino dos Países Baixos
O Reino dos Países Baixos (em neerlandês: Koninkrijk der Nederlanden AFI: [ˈkoːnɪŋkrɛiɡ dɛr ˈneːdərlɑndə(n)] (escutarⓘ); em papiamento: Reino Hulandes; em inglês: Kingdom of the Netherlands) ou Neerlândia (do neerlandês: Nederland; "neder": "baixo" e "land": "terra") é um Estado soberano que, desde 2010, é composto por quatro nações: os Países Baixos (na Europa); e Aruba, Curaçau e São Martinho (nas Caraíbas - Caribe em português brasileiro).
O Estatuto do Reino dos Países Baixos, datado de 1954, determina quais os assuntos geridos pelo reino. O monarca do Reino é também o monarca de cada um dos países, ou seja, o Rei Guilherme Alexandre dos Países Baixos e os seus herdeiros legítimos. O monarca encabeça o conselho regente executivo do reino e de cada um dos países, sendo representado por governadores em Curaçau, em Aruba e em São Martinho. Entre os assuntos geridos pelo reino encontram-se os relacionados com:
- Defesa
- Relações exteriores e comércio exterior
- Cidadania
- Extradição

Outros assuntos são delegados aos governos nacionais. O estatuto do Reino pôs fim à relação colonial entre os Países Baixos por um lado e as Antilhas Neerlandesas e o Suriname por outro. Em 25 de novembro de 1975, o Suriname declarou independência e, em 1986, Aruba conseguiu um estatuto separado das restantes ilhas das Caraíbas. Em 2010 houve a dissolução do que restava das antigas Antilhas Neerlandesas, sendo criados mais dois países, Curaçau e São Martinho, bem como foram anexadas aos Países Baixos, como municípios especiais, as ilhas de Bonaire, Santo Eustáquio e Saba.
Cada um dos países tem um documento próprio descrevendo a formação do seu governo:
- a Constituição dos Países Baixos — a grondwet. Apesar de o seu título fazer alusão ao reino aplica-se apenas aos Países Baixos europeus.
- a Constituição de Aruba — a staatsregeling de Aruba.
- a Constituição das Antilhas Neerlandesas — a staatsregeling das Antiilhas Neerlandesas, revogada em 2010.

O conselho de ministros do reino é composto pelos ministros dos Países Baixos e um ministro plenipotenciário de cada um dos outros países.
Antes de 1954, o "Reino dos Países Baixos" referia-se aos Países Baixos e às suas colónias. Antes de 1830, formalmente em 1839, o Reino Unido dos Países Baixos incluía também, como países, a Bélgica e o Luxemburgo.
O ponto mais alto do Reino é o monte Scenery, 862 metros de altitude, na ilha de Saba, no Caribe.

## Reestruturação do reino

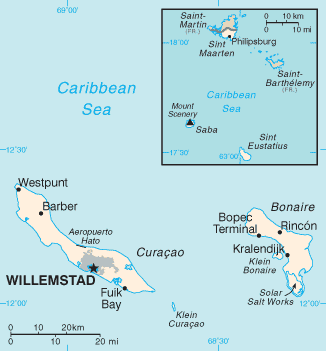

O Reino dos Países Baixos passou por um processo de reestruturação naquilo que se refere as Antilhas Neerlandesas, ou seja, as ilhas de Curaçau, São Martinho, Bonaire, Santo Eustáquio e Saba. Aruba manterá o mesmo estado de país dentro do reino.
Essa reestruturação tem por base os referendos realizados em cada uma das ilhas das Antilhas Neerlandesas, entre 2000 e 2005, cujos resultados foram inequívocos: ao mesmo tempo que as ilhas não desejavam continuar a fazer parte das Antilhas Neerlandesas, elas também não queriam cortar os vínculos existentes com o Reino.
Na atual situação, o Reino é formado por quatro países em condições de igualdade: Aruba, Curaçau, São Martinho e os Países Baixos Europeus. Os territórios caribenhos do Reino não são considerados como territórios ultramarinos, e sim, países plenos e autônomos dos Países Baixos dentro do Reino. Os quatro países tem um alto grau de autonomia interna. As relações internacionais e de defesa são assuntos do Reino. O governo do Reino é formado pelo Conselho de Ministros, que se reúne em Haia e no qual cada país caribenho é representado por seu primeiro ministro. A sede do governo nacional de Curaçau encontra-se em Willemstad, a de Aruba, em Oranjestad e a de São Martinho em Philipsburg.
Na nova estrutura, a partir de outubro de 2010, as duas maiores ilhas das antigas Antilhas Neerlandesas, Curaçau e São Martinho, evoluíram para o status de país dentro do Reino, comparável ao que têm, atualmente, os Países Baixos e Aruba. O território das “Antilhas Neerlandesas” deixou de existir assim que a futura estrutura entrou em vigor. A partir de então, o Reino passou a ser composto por quatro países em vez de três: Países Baixos, Aruba, Curaçau e São Martinho. Quanto às três ilhas menores (Bonaire, São Eustáquio e Saba), elas passarão a ter um vínculo direto com os Países Baixos,se tornando municípios especiais. Na prática, sua condição será muito parecida à dos municípios europeus, salvo adaptações derivadas de sua localização nas Caraíbas.
A reforma política não terá impacto na manutenção dos interesses internacionais. Isso significa, dentre outros, que:
- não haverá alteração nas fronteiras exteriores do Reino;
- as relações internacionais, bem como a defesa, continuarão sendo assuntos do Reino;
- haverá apenas um único ministro das Relações Exteriores para todo o Reino, que arcará com a responsabilidade de todos os assuntos pertinentes à pasta;
- o Ministério de Relações Exteriores em Haia e suas representações no exterior continuarão trabalhando para o Reino e suas partes constituintes;
- apenas o Reino poderá celebrar tratados e não cada uma de suas partes constituintes em separado (embora sua vigência poderá limitar-se a uma ou várias partes constituintes do Reino, ou seja, o tratado celebrado pelo Reino poderá referir-se a uma ou mais partes constituintes do Reino).

## Dados
| País          | Capítal     | População  | Área (km²) | Densidade |
| ------------- | ----------- | ---------- | ---------- | --------- |
| Países Baixos | Amesterdão  | 16 570 613 | 41 528     | 395       |
| Aruba         | Oranjestad  | 103 062    | 180        | 534       |
| Curaçau       | Willemstad  | 173 400    | 444        | 391       |
| São Martinho  | Philipsburg | 37 429     | 34         | 1 100     |